# Sara Jane Moore

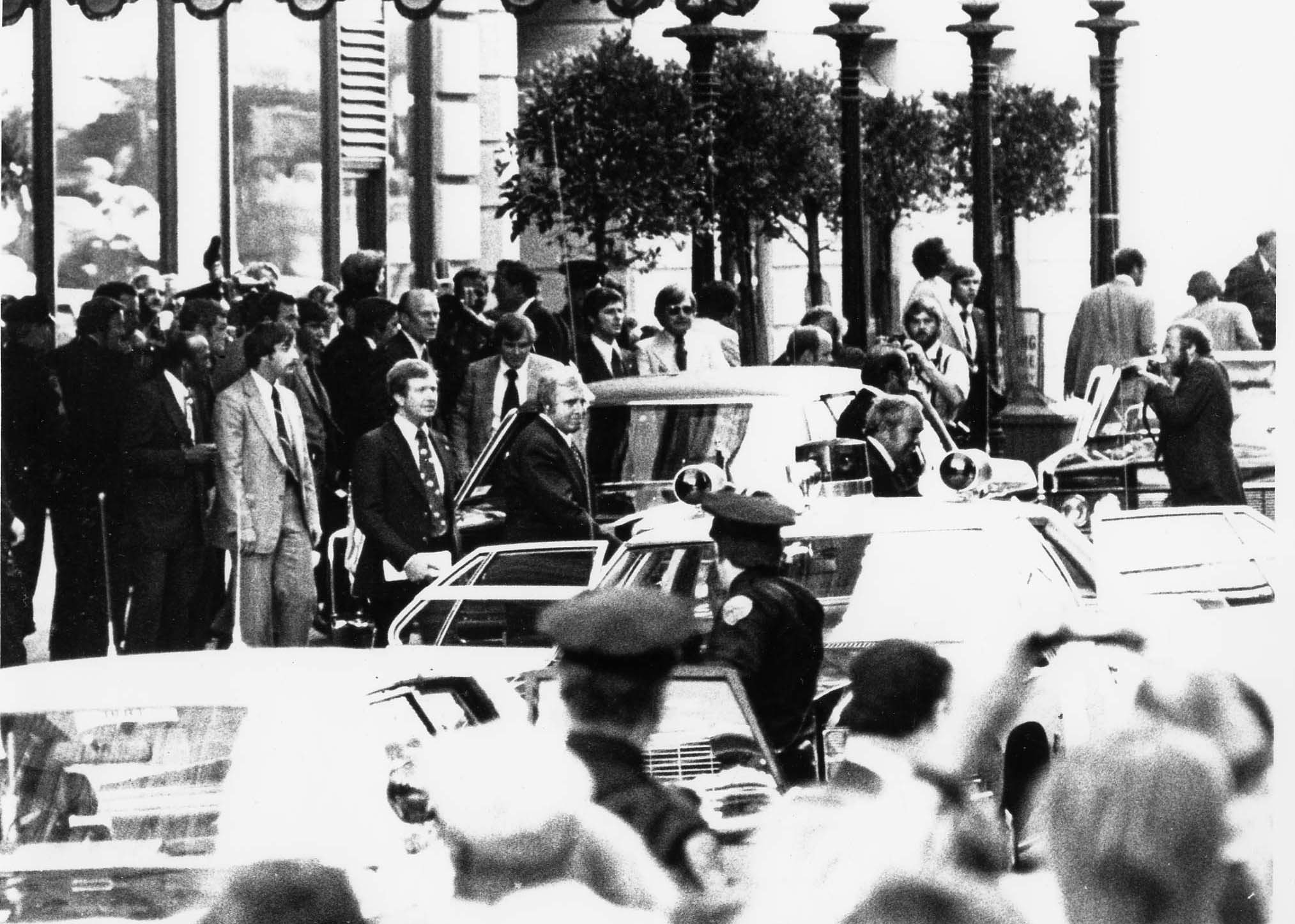
Situationen ungefär en sekund efter mordförsöket.

Sara Jane Moore, född Kahn 15 februari 1930 i Charleston, West Virginia, är en amerikansk kvinna som försökte skjuta president Gerald Ford år 1975. Hon och Lynette Fromme är de enda kvinnor som har försökt mörda en amerikansk president. Bägge försöken misslyckades. Moore var den andra.
Sara Jane Moore har varit gift fem gånger och har tre barn.

## Mordförsök och dom
Moore var aktiv inom olika vänsterextrema organisationer. Den 22 september 1975 försökte hon skjuta president Ford med en .38-kalibers pistol från en folkmassa framför St Francis Hotel i San Francisco. Mordförsöket inträffade endast 17 dagar efter ett liknande försök av Lynette Fromme i Sacramento..    
Moore dömdes till livstid men beviljades villkorlig frigivning år 2007 eftersom hon erkände sig skyldig.